# Сигизмунд Казимир Ваза
Сигизму́нд Казими́р Ва́за (пол. Zygmunt Kazimierz Waza; 1 апреля 1640, Краков — 9 августа 1647, Варшава) — польский королевич, единственный законнорожденный сын  короля Польши и великого князя литовского Владислава IV от первой жены Цецилии Ренаты Австрийской. 

## Биография
Родился в Кракове 1 апреля 1640 года в семье короля Владислава IV и Цецилии Ренаты Австрийской. Он был единственным законным сыном Владислава IV. До рождения королевича у Владислава IV был незаконнорожденный сын Владислав-Константин от любовницы Ядвиги Лушковской. Поскольку Сигизмунд Казимир был единственным законным сыном короля, то он считался вероятным наследником трона.
Мальчик был болезненным из близкородственного брака своих родителей. Его родители приходились друг другу двоюродными братом и сестрой. Королевич неожиданно скончался 9 августа 1647 года в Варшаве в возрасте семи лет. Причина его смерти неизвестна, по одной из версий на пиру он съел слишком много фруктов, из-за чего у него начался кровавый понос. Согласно другой версии, он заразился чумой, от которой и скончался. Был похоронен 24 сентября в семейной крипте Владислава IV в Вавельском соборе.